# Tok Tok Tok

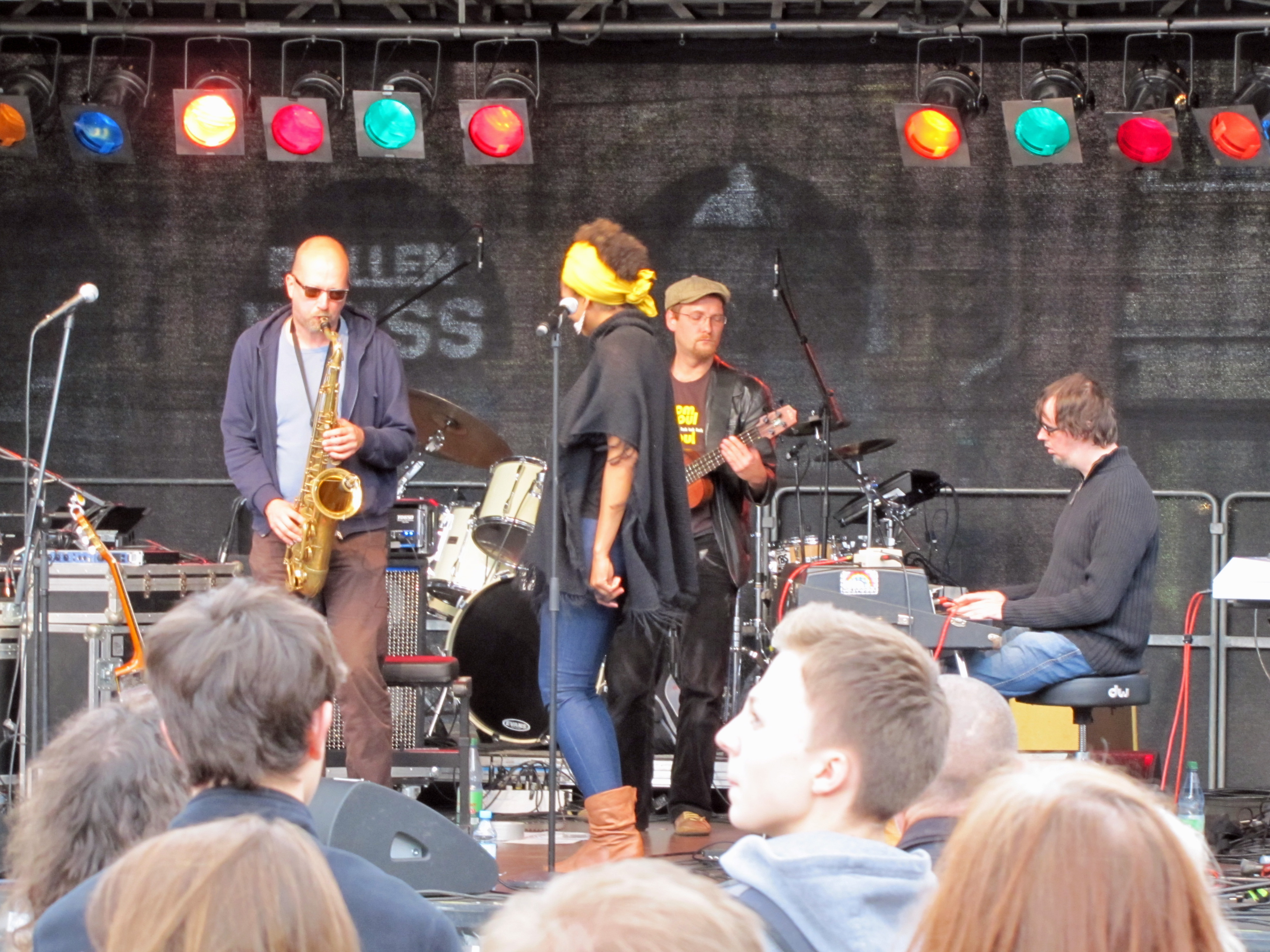
Tok Tok Tok en 2012.

Tok tok tok es un grupo musical alemán de estilo soul-acústico, con grandes influencias de jazz. El grupo, formado en Friburgo, Alemania, comenzó como trío en la Academia de Música de Hanóver en 1998 (voz, saxo tenor, contrabajo), evolucionó luego a quinteto con la adición de teclados, bajo y percusión y actualmente es un cuarteto. Siempre ha estado encabezado por la pareja Tokunbo Akinro (cantante)y Morten Klein (saxofón), que ya habían colaborado en otros proyectos antes de la creación del grupo. Klein es asimismo el compositor de la música de la mayoría de las canciones del grupo, y Akinro de las letras en inglés, aunque la banda se ha caracterizado por sus versiones de otros cantantes o compositores (sus discos segundo y tercero, "50 ways to leave your lover" y "love again", lanzados en 1999 y 2000, están compuestos íntegramente de versiones). El grupo es especialmente famoso en Alemania y Austria, aunque es conocido en los círculos de jazz y soul de toda Europa occidental, que recorrieron en una gira en 2006. 
El grupo es internacional por vocación, contenido y orígenes: Tokunbo Akinro es hija de alemán y nigeriana, criada hasta los diez años en Nigeria, Morten Klein es hijo de alemán y danesa, y el grupo ha tenido colaboradores de Islandia (Hrólfur Vagnssonnut), EE. UU. y Gran Bretaña. Hasta 2007 ha recibido premios en Alemania (German Jazz Award por "it took so long" y "about") y Francia (SACEM, sociedad de autores y compositores), y ha publicado nueve álbumes, de los cuales uno en directo ("Reach out...and sway your Booty", 2007), además de un DVD ("live in Bratislava", 2005). 
En 2014 actuaron para poner música al cortometraje El cuento de la vida.

## Miembros actuales
- Tokunbo Akinro - voz.
- Morten Klein- Klein es un instrumentista extremadamente versátil, y en varios discos ha incluido instrumentación vocal, es decir, elementos de percusión o de cuerda realizados con su propia voz, mientras Akinro es una vocalista de jazz y soul con un enorme registro.
- Christian Flohr - contrabajo y bajo eléctrico.
- Jens Gebel - Teclados Fender Rhodes. Multinstrumentista.

## Discografía
- 1998: This Can't Be Love
- 1999: 50 Ways to Leave Your Lover
- 2000: Love Again
- 2002: Ruby Soul
- 2003: It Took So Long
- 2005: About...
- 2005: I Wish
- 2006: From Soul to Soul
- 2007: Reach Out...and Sway Your Booty
- 2008: She and He
- 2010: Revolution 69